# Hohenzollern Typ Concordia
Die Tenderlokomotiven Hohenzollern Typ Concordia wurden von der Lokomotivfabrik Hohenzollern als Industrielokomotiven gebaut. Die fünf bekannten Lokomotiven erhielten ihre Baureihenbezeichnung von der Einsatzstelle Zeche Concordia. Das älteste bekannte Exemplar stammt aus dem Jahr 1908, das jüngste aus dem Jahr 1921.
Mit der Schließung der Zeche Concordia im Jahr 1968 wurden die Lokomotiven ausgemustert und verschrottet.

## Geschichte und Technik
Die Lokomotiven entstammen einem umfangreichen Programm von Tenderlokomotiven für Industrie- und Privatbahnen von Hohenzollern in Düsseldorf, das von B-gekuppelten Lokomotiven mit etwa 100 PS bis zum E-Kuppler mit etwa 800 PS reichte. Sie wurden als Nassdampf-Lokomotiven ohne Laufachse gebaut, um das gesamte Reibungsgewicht für die Zugkraft ausnützen zu können. Der Hohenzollern Typ Concordia war eine der größeren Lokomotiven des Programms und lag leistungsmäßig zwischen den Hohenzollern Typ Sieg sowie den Hohenzollern Typ Bonn.
Sie verfügten über einen sehr starken Blechrahmen. Die dritte Achse war die Treibachse, ihre Spurkränze waren um 15 mm abgeschwächt. Zusätzlich waren für einen guten Bogenlauf die 2. und 4. Kuppelachse mit einem Seitenspiel von ±20 mm im Rahmen gelagert. Die Heusinger-Steuerung erfolgte mit Kolbenschiebern. Der Kreuzkopf wurde einschienig auf der Gleitbahn geführt.
Die Lokomotiven waren mit Wurfhebelbremse sowie indirekter Bremse von Knorr ausgerüstet. Abgebremst wurden die zweite Achse einseitig von vorn sowie die Treibachse beidseitig.

## Einsatz
Fünf Lokomotiven waren bei der Zeche Concordia im Einsatz. Sie haben ein Dienstalter von fast 60 Jahren erreicht.
Es existierte noch eine Lokomotive bei der Grube Carolus-Magnus, bei der Fabriknummer und Baujahr nicht bekannt sind und nicht geklärt ist, ob es sich um einen Typ Sieg oder Concordia handelt.

### Zeche Concordia
An die Zeche Concordia wurden 1908, 1911 und 1920 mit den Fabriknummern 2314, 2319, 2730 und 3891 vier Lokomotiven geliefert, die die Betriebsnummern 3II, 4II, 5 und 7 erhielten. Sie waren bis 1968 im Einsatz und wurden ausgemustert sowie verschrottet.

### Zeche Victoria
Bei der Zeche Victoria verkehrte mit der Nummer 4 die Lokomotive Hohenzollern 4187 aus dem Jahr 1921, die 1966 ebenfalls zur Zeche Concordia kam, wo sie als Nummer 11II bis zur Ausmusterung blieb.